# Lawmen: Bass Reeves
Lawmen: Bass Reeves är en amerikansk western- och dramaserie vars första säsong består av åtta avsnitt. Serien hade premiär den 5 november 2023. Serien är skapad av Chad Feehan som även medverkat i skrivande av manus.

## Handling
Serien kretsar kring den legendariske Bass Reeves som var en av de första svarta U.S. Marshals i vilda västern.

## Rollista (i urval)
- David Oyelowo - Bass Reeves
- Demi Singleton - Sally Reeves
- Forrest Goodluck - Billy Crow
- Barry Pepper - Esau Pierce
- Dennis Quaid - Sherrill Lynn
- Grantham Coleman - Edwin Jones
- Donald Sutherland - Isaac Parker
- Joaquina Kalukango - Esme
- Shea Whigham - George Reeves
- Garrett Hedlund - Garrett Montgomery
- Paula Malcomson - Mabel Underwood